# 勝谷誠彦
勝谷 誠彦（かつや まさひこ、1960年〈昭和35年〉12月6日 - 2018年〈平成30年〉11月28日）は、日本のジャーナリスト、コラムニスト、コメンテーター。日本写真家協会会員。

## 来歴
兵庫県尼崎市出身。JR神戸線立花駅近くの開業医の家に生まれた。本人の日記や弟によると、上に兄がいたが亡くなっている。西宮市の公立小学校を経て、尼崎市立七松小学校卒業後、灘中学校・高等学校に進学。同校を目指して受験勉強をしていた時、3000人程度の模擬試験で100番を下回ったことはなく、一桁の順位も数回経験、試験本番でも「かなり上位」の成績で入学した。
大学受験では、医学部志望を父に公言したため、唯一可能性のある医学部として筑波大学医学専門学群を受験したものの、不合格になる。翌年東京大学文科三類を受験するが不合格となり、早稲田大学第一文学部に合格し入学。母は東大合格を信じて疑わず、御茶ノ水駅前の一等地に学生には分不相応な家賃月額8万円のワンルーム・マンションを借りたという。慶應義塾大学法学部にも受かったが、勝手に早稲田への進学を決めてしまったため母に仕送りを打ち切られ、自活せざるを得なくなる。
大学1年の5月か6月には、三尋狂人（みひろ くると）のペンネームで白夜書房に出入りし、主に風俗関連を専門とするフリーライターとして活動し、大企業の管理職レベルの収入を得ていた。編集プロダクション『ブレーメン・ファイブ』を設立した。
大学では、『早稲田おとめちっくクラブ』に所属。後にそこから分立した『早稲田少女マンガ研究会』に所属した。早稲田の文芸専修に進んだのは小説家志望だったためで、平岡篤頼のゼミで小説を書き、2年生で専攻の機関紙『蒼生』に小説『栗の花』が、『早稲田文学』に小説『金魚』が掲載された。なお、作家の東良美季の「早稲田入学当初は、平岡篤頼先生に師事して真面目に文学を志していたんでしょう？」という質問に、「先生には申し訳ないけど、一瞬にして吹き飛びました（笑）。だってそうでしょう、19才ですよ。原稿書いてお金をもらえて、しかも風俗ライターだからキレイなオネエチャンたちともお近づきになれる。最高の商売だと思った」と答えている。作家の小川洋子、森谷明子(元妻)が第一文学部の同級生である。小川洋子が授業中の様子を見て『いつもつまらなさそうに下を向いてた』と書いているが、それは内心『このおっさんの話し、早く終わんねーかな、次のカネになる原稿(＝風俗誌原稿)が待ってるんだけどな』と思っていただけだそうである。
2017年7月2日に執行された2017年兵庫県知事選挙に立候補したが、現職の井戸敏三に敗れた。
2018年8月21日、激しい腹痛のため病院で診察を受け、そのまま集中治療室に入院した。同年9月19日、コラムを配信している公式サイトの発行人である高橋ヨロン、ネットニュース編集者の中川淳一郎、勝谷のマネージャーであるT-1の3名がネット配信動画の中で、病名が「劇症肝炎」であることを発表したが実際の病名は「重症アルコール性肝炎」であった。一時は回復傾向にあったが、10月下旬に再び療養生活に入り、11月28日1時48分、肝不全のため、尼崎市の病院で死去。57歳没。訃報は同日に公式サイトにおいて伝えられた。

## 人物

### 家族
早稲田大学で同級生だった元妻(森谷明子)がいた。2017年、甲賀瑞穂が勝谷との事実婚を公表した 。

### 趣味とエピソード
朝日新聞研究、立ち飲み、日本酒、株式投資、フィリピン、タイ王国、ボクシング、カメラ、地学研究（火山、地震、地質に詳しかった）、軍事、阪神タイガース、小池徹平、米倉涼子、サザンオールスターズ（桑田佳祐）、軽井沢シンドローム、水曜どうでしょう、ももいろクローバーZのファンだった。なかでも軽井沢シンドローム好きが高じて、1990年代後半には軽井沢に家を建て、移住している。鉄道ファンでもあり、鉄道旅行を題材とする著作もある。AKB48など、自分の興味の無い人物・アーティストや音楽番組での口パクを全否定する傾向もみられ、批判を受けることもあった。
サザンオールスターズに関しては40歳を過ぎた頃からファンになった。桑田佳祐の信条や思想に対しては「桑田佳祐は右でも左でもない。アナキストなのだ。ただし、愛国者であるなとは、私はときどき感じるのである」と評価している。
グルメとして料理関連のテレビ番組に出演し、グルメ関連の著作も多く、特に、うどんにはこだわりがあった。讃岐うどんを楽しむ集団 『麺通団』の運営に携わった。
パソコンでの入力に親指シフトを使っていた。親指シフト機以外での文字入力が出来ないため、親指シフト機が生産終了や故障になった時の備えとして、同型のパソコンを数台確保していた。
友人の漫画家の西原理恵子からは「ホモのかっちゃん」「ホモかつや」と呼ばれており、西原の漫画に「かっちゃん」が登場するもの（『鳥頭紀行』）はほぼホモネタ、下ネタ絡みで描かれている。
1985年8月12日、日本航空123便で大阪に入る予定であったが、その直前に知人に会いに京都市へ行くことになり、東海道新幹線に切り替えたことでこの墜落事故から逃れることが出来た。この事故以降、飛行機で移動する際に日本航空を利用することは殆ど無く、上級会員になるほど全日空を利用してきた。
2015年5月頃から8月末にかけて、うつ病であったことを、雑誌や有料メールマガジン等で公表した（後に寛解）。自らが体験したうつ病の状態や、周囲の理解などについて啓発活動を行った。

## 活動・主張

### 記者時代
1985年、早稲田大学卒業後、文藝春秋に入社。初めは写真週刊誌 『Emma』の記者となり（同編集部にはノンフィクション作家の柳澤健も在籍していた）、その後は雑誌 『クレア』、『週刊文春』、『文藝春秋』、『マルコポーロ』等の担当を歴任した。在職中には日本国内での取材の他、エドゥサ革命、三井物産マニラ支店長誘拐事件、カンボジア内戦、湾岸戦争など、国外での取材も多く経験した。『週刊文春』の記者時代には、カメラマンの宮嶋茂樹と何度もコンビを組み、湾岸戦争等たくさんの現場を取材。勝谷が『不肖・宮嶋』の名付け親の一人になった。なお『週刊文春』記者時代の代表的なスクープ、「女子高生コンクリート詰め殺人事件」（1989年）における加害者少年らの実名を報道して議論を呼んだ。未成年の容疑者らに対する実名報道は同誌編集長（当時）・花田紀凱の了承の元に行われたものであったが、勝谷の持論は「獣に人権は無い」であった。1996年、マルコポーロ事件で出版局 第二文庫部 次長に異動（左遷）。マイナーな漫画の文庫化の仕事を最後として35歳で文藝春秋を退社した。

### フリーランス
退社後はフリーランスとなり、金銭的に苦しい時期もあったが、徐々にコラムニストとして取材や執筆、講演活動、メディア出演などを行うようになった。2000年に漫画『軽井沢シンドローム』を読んだことをきっかけに軽井沢に家を建てた。「軽井沢に籠って小説でも書こうか」と思っていたという。
2015年4月現在、東京都内、兵庫県尼崎市、長野県軽井沢町に自宅があった。フリー後、よしもとクリエイティブ・エージェンシーとマネジメント契約を結び、東京と大阪のテレビ局・ラジオ局で多くのレギュラー番組を担当。かつては、月曜の日本テレビ『スッキリ!!』の後、大阪に移動して月・火夕方に朝日放送『ムーブ!』に出演した後、すぐ東京に戻り、TBSラジオ『ストリーム』の「コラムの花道」に出演し、さらに金曜収録『そこまで言って委員会』、土曜の生放送の『あさパラ!』、土曜収録の『ビートたけしのTVタックル』、さらには月曜夜や金曜夜には『ムーブ!』の知られてたまるか!のロケ、というような生活をしていた。
2002年と2009年に、北朝鮮による日本人拉致問題解決を求める意見広告をニューヨーク・タイムズに掲載する運動を行った。「意見広告7人の会」呼びかけ人（残りの6人は有田芳生、加藤哲郎、重村智計、高世仁、日垣隆、湯川れい子）。
『SPA!』2005年3月8日号の巻頭頁にて、「大地震と南京事件」と題し、「津波の犠牲者30万人。同数の遺体を南京市内に埋めたらどうなるか？」「南京市の城壁は総延長34キロ。数キロ四方の街の中」「それこそ枡に遺体を盛ったような状態」と主張した。
新党日本 代表の田中康夫 を支援していた。2006年8月に執行された長野県知事選挙では田中康夫が落選・元衆議院議員で国家公安委員長を歴任した村井仁が当選をした。
2006年7月16日と2007年12月25日に、小沢一郎政経研究会 ・改革国民会議からそれぞれ講演依頼をされ、その謝礼として現金50万円ずつを受け取っている。
また福島第一原子力発電所事故後は、保守の立場から脱原発を主張した。2012年7月2日に放映されたワイドショー『スッキリ!!』においては、関西電力大飯原発3号機の再稼働を痛烈に批判。自分はイデオロギッシュな原発反対主義者ではないとする一方で、安全対策が不十分なまま、原発素人の政治家連中が見切り発車をしたとして、机を叩きながら「コンセンサスの手順が無茶苦茶だ」と強く反発した。また同年7月20日には、総理大臣官邸前での大飯原発再稼働に反対するデモ活動に参加。デモの集会では、福島みずほや湯川れい子と共に、再稼働を批判するスピーチを行った（当日の様子は自身のサイト「勝谷誠彦の××な日々。」で報告している）。
かつては、反権力という観点からそして長年政権与党を担ってきたが故に組織全体も政治手法も硬直化していた自民党に極めて批判的であり、ブロードバンド映像配信ポータルサイト「日刊!たかじんのそこまでやって委員会」にて「自民党が政権に返り咲いたら日本から出ていく」とまで発言 するほどであった。しかし、2009年から2012年にかけての民主党政権時代における民主党の数々の不手際や醜態を目にしたことから民主党に極めて批判的なスタンスを採るようになり、「民主党が政権をとる前に、あれだけ民主党に加担し、擁護し続けたのは自身の経歴における最大の恥。」と発言した。しかし民主党政権批判に転じた後においても、民主党元代表の小沢一郎が結党した国民の生活が第一結党記念式典で乾杯の音頭を取ったり、2015年12月9日には憲政記念会館において、辻元清美議員の「政治活動20年へ、感謝と飛躍の集い in 東京」という政治資金規正法に基づく資金集めのパーティに参加するなど、非自民の政治家との交流は続けた。一方で、安倍晋三首相の選挙応援のために出演番組を降ろされたり、兵庫知事選挙出馬時にも党の井戸敏三支援方針のために応援に回ることは出来ないが奮闘を祈ると言われていて連絡を取れる仲でもあるなど右派左派関係なく幅広い交遊関係を持った。
2010年代に入ると、レギュラー番組の降板が相次ぎ、2017年3月に冠番組の「カツヤマサヒコSHOW」の終了をもってすべてのレギュラー番組が消滅。その後のメディア出演もなくなった。また、これに伴いよしもととの契約も解消となった。

### 兵庫県知事選挙出馬
2017年4月27日、同年7月2日開票（6月15日告示）の兵庫県知事選に立候補を表明。「明るく楽しい兵庫県にしたい」と述べ、教育、観光振興に注力したい意向を記者会見にて語っていたが、落選した。落選確実と報じられた後に開かれた記者会見では、自身の選挙活動を振り返り「今回一番楽しかったのは、こんなことがないと回らない41の市と町を全て回り、全てに魅力があることを実際に体験して見せてもらった」と兵庫県の魅力を再発見したことを明かすとともに、「こんな勤勉な候補者は初めて見た」と選挙カーのスタッフに言われるほど地道な選挙活動を行ったと語り、道路脇で手を振ってくれる人がどんどん増えていくのが楽しかったと話した。同時に、選挙活動において「投票に行こう」と呼びかけてきたにもかかわらず、投票率が大きく上がらなかったことについて、「日本国の問題として深刻。投票率を上げようと思って道化をやったが悔しい。壁は厚いと思った」と話した。髪を濃い茶色に染め、トレードマークのサングラスをメガネに替えた「イメチェン」については「わが陣営の最大の間違い」と述べた。選挙戦の17日間、有料配信メールを休まず書き続けたことにも触れ「すごく楽しい選挙戦でした」と総括した。会見では選挙戦での経験を「これは単行本になるぞ」と語っており、1ヶ月後『64万人の魂 兵庫知事選記』として上梓された。

### ブログ
2000年5月6日より2007年1月末まで、自身のWEBサイト『勝谷誠彦の××な日々。』を毎朝更新し、終了まで一日たりとも日記更新を欠かしたことがなかった。有料配信メールに移行し、毎日10時までに日記やコラム等を配信した（海外取材でネット回線が不安定だったり、体調不良時であっても配信している）。
2018年8月22日、コラム『勝谷誠彦の××な日々』発行人である高橋茂が、有料配信メールにおいて8月21日に勝谷が病院で診察を受け、集中治療室で入院することになったことで初めて休筆することになったことを公表した。高橋は自身の言葉で病名や診断結果を報告することは控えるとした上で、勝谷からの報告を待ってほしいとした。なお、勝谷は8月21日の配信において腹痛で病院を受診したことを報告していた。
2018年8月23日、公式サイトは勝谷が入院したことを認めた上で、病名などの詳細発表は勝谷の容態が落ち着いてからとし、メール配信しているコラムを当面の間休載することを発表した。

### そこまで言って委員会
2013年3月5日、長らく出演活動を続けてきた「たかじんのそこまで言って委員会」を2013年3月3日放送分をもって降板したことを、自身のホームページなどで公開した。降板理由については明かさなかったものの、「『あれだろうな』というものはもちろんある」と自身のブログなどで発言している。ただ、産経新聞の取材によれば、当該番組収録中における勝谷の過激な発言が、スタッフとの間でしばしばトラブルを生んでいたことが原因であるという。この番組を降板することについて、勝谷は「何よりも私はやしきたかじんさんに対して申し訳が立たないと思っている。たかじんさんの留守を、これは本当に必死に守ってきたつもりだった。慣れない司会も恥をかきつつやった」と2012年1月から食道がん治療のため芸能活動休止中ではあったものの復帰間近であったやしきたかじんの番組留守中での降板についてその胸の内を述べた。更に勝谷は、当該番組の最高顧問であり、2012年11月に死去した三宅久之についても、「三宅翁さんに対してもどのツラさげてあの世で会うか、である。『あとは頼みましたよ』と私は何度も言われていた。頼まれたつもりだったが、キャスティングは私ができるわけではない。三宅先生、『このポンスケ！』と叱ってください」と述べた。

### 造語

#### 利権談合共産主義
利権談合共産主義（りけんだんごうきょうさんしゅぎ）とは、国家、政治家や官僚、マスメディア、国民が互いに癒着を起こして、利権政治や談合政治を行い、また国民がそれを黙認する日本独自の政治体制・政治思想、もしくはそのさまを揶揄した造語。利権・談合についてはそれぞれの項目を参照のこと。
なお、ここでいう〈共産主義〉とは、「財産の共有を目指す思想を一部の人々が結託して行なうことで不当な利益を得ること」を由来とするため、本来の共産主義の思想とは直接関係はない。
批判を受ける対象は、投票の見返りに民間への利益誘導を行う政治家や官僚、地方自治体ぐるみで官製談合を主導する首長や議員、あるいは偽装や捏造、隠蔽などの工作を業界ぐるみで癒着・談合しあっている民間企業や、政治権力と癒着している民間の業界など多岐に及ぶ。特に最大の利権談合共産主義と勝谷自身が非難するのがマスメディアの記者クラブ制度であり、政府、政党、政治家、官僚をはじめ、地方自治体や首長、警察等の公的機関とメディアとの距離が縮まり、癒着を起こすことによって情報操作の温床となっていると指摘した。勝谷は記者クラブを通じて政治権力と癒着しているマスメディアを「大マスコミ」と呼び、有料メルマガで度々話題にしている。詳しくは記者クラブ#記者クラブの利点と弊害を参照のこと。
また、批判の対象となる日本国を「利権談合共産主義国家」、「利権談合共産主義」を推し進める人を「利権談合共産主義者」、利権談合が絡んだ不正な事件が多く報道されている政党を「利権談合共産主義政党」・「利権談合共産党」と呼ぶこともあった。こちらも現存政党の日本共産党と関係はない。
自身が取締役に就任している株式会社世論社が、2006年に、民主党との取引により9,764,749円を受領していたことが、総務省のウェブサイトに掲載されている政治資金収支報告書により判明している。2012年9月2日放送の『そこまで言って委員会』で同じパネリストの加藤清隆（時事通信社特別解説委員）から「なぜそんなに小沢一郎氏に入れ込むのか？」と問われた際に、「なぜって金貰ったからですよ」とこの政治資金収支報告書のことを引き合いに出し、「誰かがこれ（民主党からの受領）を見つけて騒いでいるが、八百屋で野菜を買うのと同じで、講演をして金を貰っただけだ、以上！」と述べた。

#### 築地をどり
築地をどり（つきじをどり）とは、東京都中央区築地にある朝日新聞社発行の『朝日新聞』をはじめ、系列会社発行の『日刊スポーツ』『AERA』に代表される出版物の報道姿勢を日本舞踊に例えて揶揄した造語。
特に朝日新聞の中国報道問題に代表される偏向報道や自国に対する自虐史観を一言で皮肉った言葉であり、踊り子（記者）たちが全員左に傾きつつ旋回し、自国に対する自虐報道と、大陸（中国や北朝鮮、韓国）に対し、過去の謝罪と土下座を繰り返すことを特徴とする日本舞踊の流派に例えたもの。自虐戦争大歌舞伎とも呼んだ。
以下は勝谷自身の喩えだが、東京都中央区築地の朝日劇場（東京本社）での定期公演を行っており、朝日新聞主筆は名取で主催は朝日新聞社、後援が中国政府、韓国政府、北朝鮮政府、協賛が産経新聞社、読売新聞社以外のマスコミ各社であるという。
花田紀凱が編集長の雑誌『hanada』の勝谷寄稿のコラム「あっぱれ!築地をどり」や勝谷誠彦のWeb日記「勝谷誠彦の××な日々。」（2007年1月末終了）では、常に朝日新聞の社説や偏向報道に対する批判を書き綴った。
本人によれば、朝日新聞を購読しており配達時間に間に合わない場合はコンビニまで買い求めに出かけるほどであった。取材力は他の全国紙よりも評価し、「朝日にもいいところはあったりする」と表現して記事を取り上げることもあった。朝日新聞に連載されていた『プロメテウスの罠』に一定の評価を示したこともあった。

#### 馬鹿基準（バカ基準）
社会的常識に欠けた存在＝馬鹿に合わせた基準やルール、およびそれにより社会全体が迷惑を被る現象をいう。勝谷がこの現象に最初に気づいたのは、小学校に上がる前、エスカレーターに乗っていると、「良い子のみなさん……体を乗り出したりすると大変危険です。やめましょうね」というアナウンスが流れた時のこと。「体を乗り出したら壁との間にはさまれて死ぬということは、わかりきったこと」であり「そんな（こともわからん）アホ、死んだらええやんけ」と思ったという。同じく子どものころ、国鉄の「危ないので白線の内側に下がって下さい」という注意喚起に「なんでやろ」と首を捻っており、命がおしければ誰だって下がるのだから「（そんなことが分からない人は）死んだらええやん」が勝谷の口癖だった。勝谷に言わせれば「（それで馬鹿が死んだとしても）社会としてはバカがひとり減って（勝谷はこれを「淘汰」と呼ぶ）、コストが下がる」だけなのである。そのような「馬鹿基準」が突き抜けた例として、ATMの「暗証番号に誕生日などはおやめ下さい」という表示を挙げており「まったく余計なお世話」、「バカはバカでそこで騙されればいい」、「（騙されたとしても）自業自得」とし、それにより一般市民（勝谷は良民常民と呼ぶ）に余計な手間が費やされることを憂慮した。そのような風潮は「誰も責任をとりたくない」がゆえのものと理解しながらも「だからいちばんバカに責任をとらせることなど無理だと知っておいた方がいい」と指摘する。勝谷は「社会生活はバカでない者を基準にすればいいものを、バカを標準としているのが今の日本」とし、そのような「馬鹿」を基準とせず「あなたの責任において、このエレベーターに乗りなさい」的な表示が多い海外諸国を参考にするべき、と主張した。
自己の行為の責任は自分自身が取るべき、という考え方は自己責任論の一種といえ、愚かな行為をした人間が死によって淘汰されてしまうという発想は「ダーウィン賞」に通じる考え方である。

#### 妄想的平和主義
憲法9条によって我が国の平和が保たれるという政治信条を揶揄した表現であり、日本共産党や社会民主党の政治家を「妄想的平和主義の左巻きの連中」と呼んだ。

#### 「信用できない男」と「頼りない男」
民主党による政権交代前後で用いられた表現。「信用できない男」とは自由民主党を、「頼りない男」は民主党を指す。有権者は二者択一でどちらかを選ぶことを迫られるという状況を皮肉ったものである。勝谷は福田康夫政権を「信用できない上に頼りない男」と称した。

#### 神なき国のテロル
2008年（平成20年）6月8日に発生した秋葉原通り魔事件を指す。宗教的動機に基づかないテロリズムであるが、世界で多発するイスラーム過激派による自爆テロに通ずるものがある、と勝谷は指摘した。「テロル」とは、ドイツ語で「テロリズム」の意。

#### あなたや、あなた
読者へ呼びかけるときの二人称。有料配信メール内で用いられた。

#### 良民常民
「良識ある一般市民」の意で、有料配信メール内で用いられた。

## 出演番組

### テレビ
- やじうまプラス（テレビ朝日）[61]
- ピンポン!（TBSテレビ）（レギュラー出演は2007年のみ）[61]
- トゥナイト2（テレビ朝日）
- たかじんTV非常事態宣言（読売テレビ）
- ムーブ!（朝日放送）
- SUPER SURPRISE（読売テレビ）水曜「なるほドットJAPAN」[61]
- ゴレンタン（フジテレビ）
- たかじんのそこまで言って委員会（読売テレビ）（2008年12月までは月2回の出演、2013年3月3日の放送分を持って降板）[52]
- スッキリ!!（日本テレビ）[61]
- カツヤマサヒコSHOW（サンテレビ）
- サタデースクランブル（テレビ朝日）
- サンデースクランブル（テレビ朝日）
- 朝まで生テレビ!（テレビ朝日）[61]
- 爆笑問題&日本国民のセンセイ教えて下さい!（テレビ朝日）
- 太田光の私が総理大臣になったら…秘書田中。（日本テレビ）[61]
- サンデージャポン（TBSテレビ）
- ウェークアップ!ぷらす（読売テレビ）[61]
- 痛快!エブリデイ（関西テレビ）
- ムハハnoたかじん（関西テレビ）
- ビッグトゥディ（フジテレビ）
- 平成教育委員会（フジテレビ）
- あほやねん!すきやねん!（NHK大阪）
- キズナ食堂（TBSテレビ）
- メレンゲの気持ち（日本テレビ）
- 有吉のバカだけど…ニュースはじめました（テレビ東京）
- たかじんNOマネー〜人生は金時なり〜（テレビ大阪）
- ビートたけしのTVタックル（テレビ朝日）（以前は月1回程度出演した時期もあったが、2012年は数ヶ月に1回程度の出演。）[61]
- 土曜NEWSファイル CUBE（テレビ西日本）不定期
- めんたいワイド（福岡放送）隔週木曜日
- たかじん胸いっぱい（関西テレビ）不定期
- かんさい情報ネットten!（読売テレビ）月曜・不定期
- ザ!情報ツウ（日本テレビ）月曜[61]
- あさパラ!（読売テレビ）不定期（2013年までは隔週）
- ニュース女子（DHCシアター）
- クイズタイムショック（テレビ朝日）（1990年2月21日放送分[62]）

### ラジオ
- ストリーム（TBSラジオ）
- BATTLE TALK RADIO アクセス（TBSラジオ）※宮崎哲弥がコメンテーターを務めている火曜（当時）のゲスト
- 選挙特番コメンテーター（TBSラジオ）
- チャレンジ!梶原放送局（文化放送）火曜（代打でメインパーソナリティー務めたことも）
- 高嶋ひでたけのあさラジ!（ニッポン放送）- 2010年6月 - 10月
- 勝谷誠彦のこれがニュースだ!（ニッポン放送）- 2011年4月 - 9月
- ザ・ボイス そこまで言うか! (ニッポン放送) - 2012年1月9日 - 2016年3月28日
- 八木亜希子 Cafeどようび（ニッポン放送）2014年5月31日のゲスト
- 勝谷誠彦の志ジャーナル（MBSラジオ）
- こんちわコンちゃんお昼ですょ!（MBSラジオ）月1回・第四月曜（時折別の曜日）
- 中西一清スタミナラジオ（RKBラジオ）
- ニュース新発見 インサイト（RKBラジオ）- 2014年4月1日 - 9月23日
- News scratch!（エフエム北海道）2009年3月で終了。
- 勝谷誠彦×田尾和俊『怒れるおっさんラジオ』(エフエム香川)
- 合格いっぽん道（ラジオたんぱ）

## 連載
- 女性自身「シリーズ人間」
- 日経パソコン「勝谷誠彦のHARD DISK CAFE(電脳血風録→それゆけ電化男からタイトル変更。）」
- CREA
- サンデー毎日 - 小説「天国のいちばん底」を連載していた時期があり、続編を自身の有料メール内で毎週日曜日に連載していたが、2015年現在は休止中。
- SPA!「ニュースバカ一代」（巻頭コラム、2016年1月26日号をもって終了。）単行本のタイトルは、第1巻が『ニュースバカ一代』、第2巻が『バカが国家をやっている』、第3巻が『坂の上のバカ』、第4巻が『バカが隣りに住んでいる』、第5巻が『この国を滅ぼすバカとアカ』（「あっぱれ!築地をどり」を併録）
- ダイヤモンド・マネー「勝谷誠彦の『自腹で1000万円、株投資日記!』」
- Hanada「あっぱれ!築地をどり」
長くWiLLで連載されてきたが、編集長だった花田紀凱が編集長職を退きまたワック・マガジンズも退社、2016年4月に飛鳥新社で月刊Hanadaを自ら立ち上げたことに伴って、連載も移動した。
- Meets Regional「い〜かげん一家言」 など多数

## 著書

### 単著
- 『失業論文―浪人記者ノート』アスキー、1998年。ISBN 4893669451。
- 『いつか旅するひとへ』（潮出版社、1998、講談社文庫、ISBN 4062730987）
- 『にっぽん蔵元名人記―美酒を生み出す人と技』（講談社、2000 ISBN 4062104598）『にっぽん蔵々紀行』と改題、光文社文庫、ISBN 433473684X）
- 『旅の達人が教えるちょっとわがまま海外旅行』（三笠書房王様文庫、2000 ISBN 4837960634）
- 『旅。ときどき戦争―湾岸から南極まで』（ベストセラーズ、2000、ISBN 458418531X）
- 『バカとの闘い』（新潮社、2001 ISBN 4104462012）
- 『帰ってきたバカとの闘い』（新潮社、2001 ISBN 4104462020）
- 『勝谷誠彦の地列車大作戦』（JTB、2002 ISBN 4533044379）
- 『色街を呑む!―日本列島やりつくし紀行』（祥伝社、2003、ISBN 4396632282）のち文庫『色街を呑む!―日本列島レトロ紀行』ISBN 4396332718）
- 『イラク生残記』（講談社、2004、ISBN 4062125188）
- 『電脳血風録 the last digital samurai 』（日経BP社、2004 ISBN 4822244180）
- 『続・にっぽん蔵々紀行』（光文社文庫、ISBN 4334737927）
- 『世界がもし全部アメリカになったら』（藤波俊彦絵、アスコム、2005 ISBN 477620214X
- 『今宵もとことん、食う!呑む!叫ぶ! 一夜一殺、魂の食べ手 勝谷誠彦の行きつけの店』（ダイヤモンド社）2005
- 『ニュースバカ一代』（扶桑社、2006 ISBN 4594051227）
- 『イケ麺!』（新潮社、2006 ISBN 4104462047）
- 『偽装国家』日本を覆う利権談合共産主義 （扶桑社新書 2007、ISBN 978-4594053086 ）
- 『彼岸まで』（光文社 2007 ISBN 4334925456）
- 『偽装国家 2』底なし篇 （扶桑社新書 2007、ISBN 978-4594055646）
- 『勝谷誠彦の××な日々』vol.1-6（インターネットでのみ発売）
- 『男の居場所 酒と料理の旨い店の話』 西日本出版社 2008
- 『バカが国家をやっている』（扶桑社、2008 ISBN 4594058043）
- 『代案をだせ』（扶桑社、2009/7/28、ISBN 978-4594060084）
- 『美しき日本人は死なず』（アスコム、2009/9 ISBN 978-4776205609）
- 『あっぱれ! 朝日新聞(笑)』（ワック、2009/9/19、ISBN 978-4898316061）
- 『坂の上のバカ』（扶桑社、2011/2/3、ISBN 978-4594063542）
- 『ディアスポラ』（文芸春秋、2011/8/4、ISBN 4163807500）
  - 『文庫版 ディアスポラ』（文芸春秋、2014/2/7 ISBN 4167900343）
- 『あっぱれ! 懲りない朝日新聞(笑)』（WAC BUNKO、2013/2/15、ISBN 4898316751）
- 『獺祭 天翔ける日の本の酒』（西日本出版社、2014/10/1、ISBN 490190891X）
- 『バカが隣りに住んでいる』（扶桑社、2015/1/31 ISBN 4594071961)
- 『この国を滅ぼすバカとアカ』（扶桑社、2016/12/2 ISBN 4594075851）
- 『獺祭 : この国を動かした酒』扶桑社〈扶桑社新書〉、2017年。
- 『64万人の魂 兵庫知事選記』西日本出版社、2017年。

### 編著・共著
- 『大学生ひとなみ講座 まだ知らないキミのためのキャンパス一般教養!!』 三尋狂人、ブレーメンファイブ 日本文芸社 1984
- 『大学生はったり講座―まだひとなみのキミのためのキャンパスはったり学のすすめ』三尋狂人、ブレーメンファイブ 日本文芸社 1985
- 『不肖・宮嶋南極観測隊ニ同行ス』（宮嶋茂樹、新潮社、1985 のち文庫 ISBN 4101242313）
- 『ベトナムへ行こう』（文藝春秋、1997、文庫、ISBN 4168106063）
- 『鳥頭紀行 ジャングル編―どこへ行っても三歩で忘れる』（西原理恵子、スターツ出版、1998 のち角川文庫、ISBN 4043543050）
- 『アジア行かされまくり』 宇野亜由美著 勝谷写真 白泉社 1998
- 『リゾート行かされまくり』 宇野亜由美著 写真 白泉社 2000
- 『1.5流が日本を救う』（ラサール石井、ベストセラーズ、2001 ISBN 4584185891）
- 『破壊者―日本を壊す9人と私』（編集中丸謙一朗、日経BP社、2003、ISBN 4822243044）
- 『これ食べ!』（写真管洋志、新潮社、2003 ISBN 4104462039）
- 『クリスタリン―熊川哲也写真集』（三好和義、TBS事業局映像事業センター）
- 『勝谷誠彦の知られてたまるか!』（ムーブ!（朝日放送）、西日本出版社、 2007、ISBN 978-4901908320）
- 『国防論』（田母神俊雄、松島悠佐、川村純彦、勝谷誠彦、アスコム、2009/4/15、ISBN 978-4776205487）
- 『勝谷誠彦のまだまだ知られてたまるか! 』（ムーブ!（朝日放送）、西日本出版社 2009、ISBN 978-4901908412）
- 『日本人の「正義」の話をしよう』（岡野雅行、2011/3/17、アスコム、ISBN 477620651X）
- 『にっぽん玉砕道』（野々村直通、2012/6、産経新聞出版）
- 『カツヤマサヒコSHOW』（サンテレビジョン、西日本出版社、2014）
- 『日本でいちばんイスラームを知っている中田考先生に、灘高で同級の勝谷誠彦が教えてもらった! 日本一わかりやすいイスラーム講座』 勝谷誠彦、中田考、2015/8/21 アスコム　ISBN 978-4-7762-0872-3

他